# Aston Martin DB11
Aston Martin DB11 je vysoce výkonný sportovní automobil třídy Gran Turismo vyráběný britskou automobilkou Aston Martin od roku 2016 do roku 2023 ve verzích karoserie kupé a kabriolet. Vůz nahradil model DB9 a šlo o první automobil značky Aston Martin vyvinutý v éře blízké spolupráce s koncernem Daimler AG (dnešní Mercedes-Benz Group). V roce 2023 byl nahrazen nástupcem DB12.

## Výroba a reakce
Ihned po představení kupé DB11 bylo objednáno více než 1 400 vozů. Výroba byla oficiálně zahájena 28. září 2016. Aby demonstroval pokračující důraz na kvalitu vozů a rozptýlil emoce z nové éry značky a její spolupráce s koncernem Mercedes-Benz, kontroloval tehdejší výkonný ředitel Aston Martinu Andy Palmer prvních 1 000 vyrobených vozů osobně.

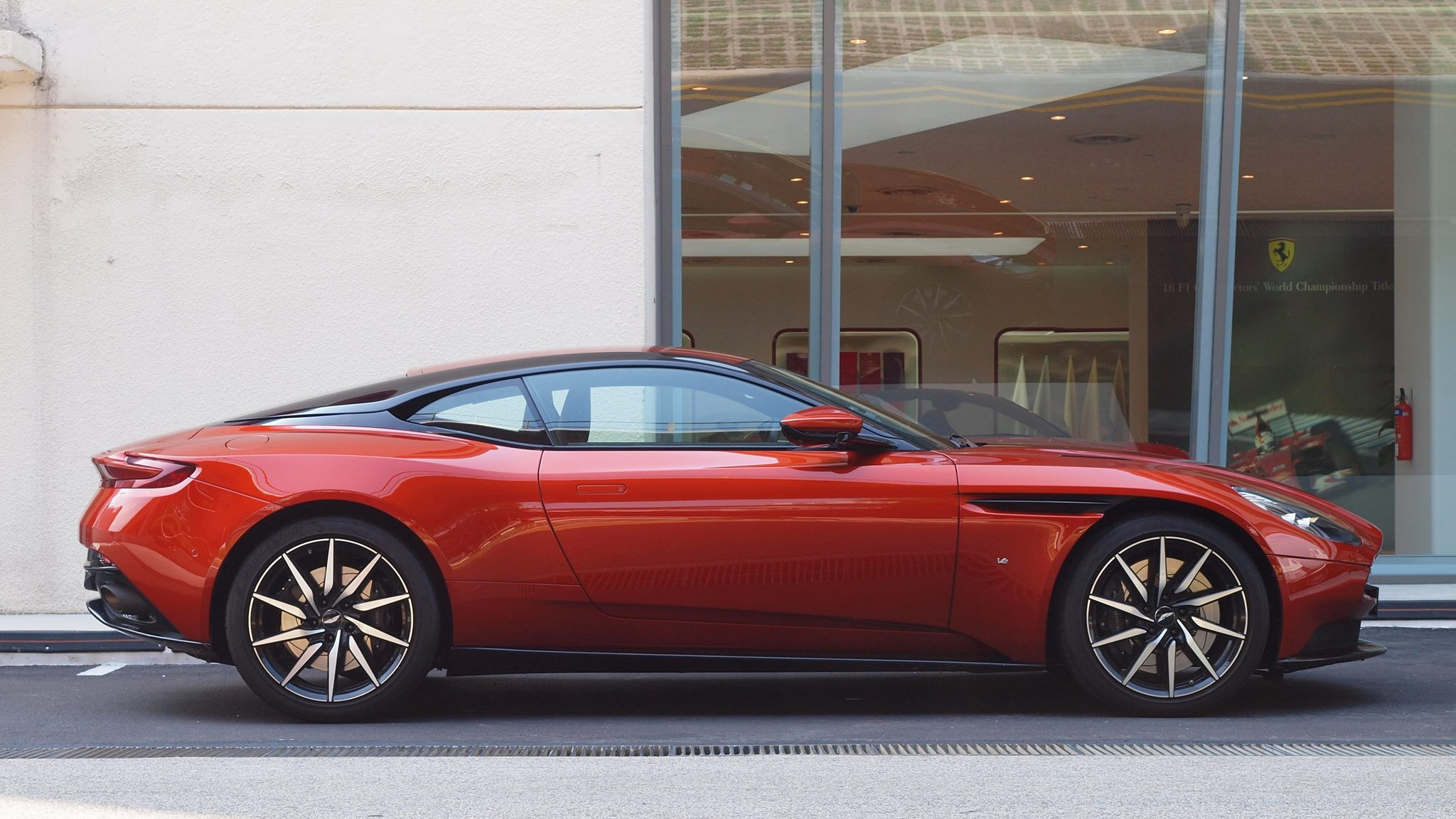
Aston Martin DB11

Ohlasy motoristického tisku byly pozitivní, včetně výroků jako „je to báječný způsob, jak řídit 600 koní“ od Car and Driver. Automobilový magazín Autocar udělil DB11 ve své recenzi perfektních pět hvězdiček, když uvedl: „Pokud existuje vůz Gran Turismo s lepším podvozkem, ještě jsem ho neřídil.“ Magazín Top Gear se ve své recenzi rovněž vyjádřil kladně a uvedl: „Solidní začátek budoucího portfolia značky, které bude dále obsahovat rychlejší modely než je tento, ale žádný z nich nebude tak vhodný k tomu, abyste si ho mohli užívat každý den, ať už máte namířeno kamkoli.“ Vůz se líbil také motoristickému novináři Jeremymu Clarksonovi, který řekl: „Pokud jste někdy v Paříži na večírku ve tři hodiny ráno a najednou si vzpomenete, že příští odpoledne hrajete tenisový turnaj v Monte Carlu, tohle je to pravé auto. Přijedete s pocitem, jako byste právě vylezli z vany. Není to jen líbivý design. Je to mimořádně dobrý vůz. Fenomenálně dobrý. Ale musí se za něj draze zaplatit.“ Interiér vozu se mu však nelíbil.
Vůz získal prestižní ocenění Zlatý volant od vydavatelství Axel Springer, které jej korunovalo jako nejkrásnější vůz roku 2017.

## Technické specifikace
DB11 je poháněn zcela novým dvakrát přeplňovaným dvanáctiválcovým vidlicovým motorem o objemu 5,2 litru s označením AE31, který je prvním sériově vyráběným motorem značky s turbodmychadlem. Nový motor V12 si ponechal konvenční vstřikování paliva, nikoliv přímé vstřikování, a to kvůli obavám ze zvýšené produkce pevných částic.

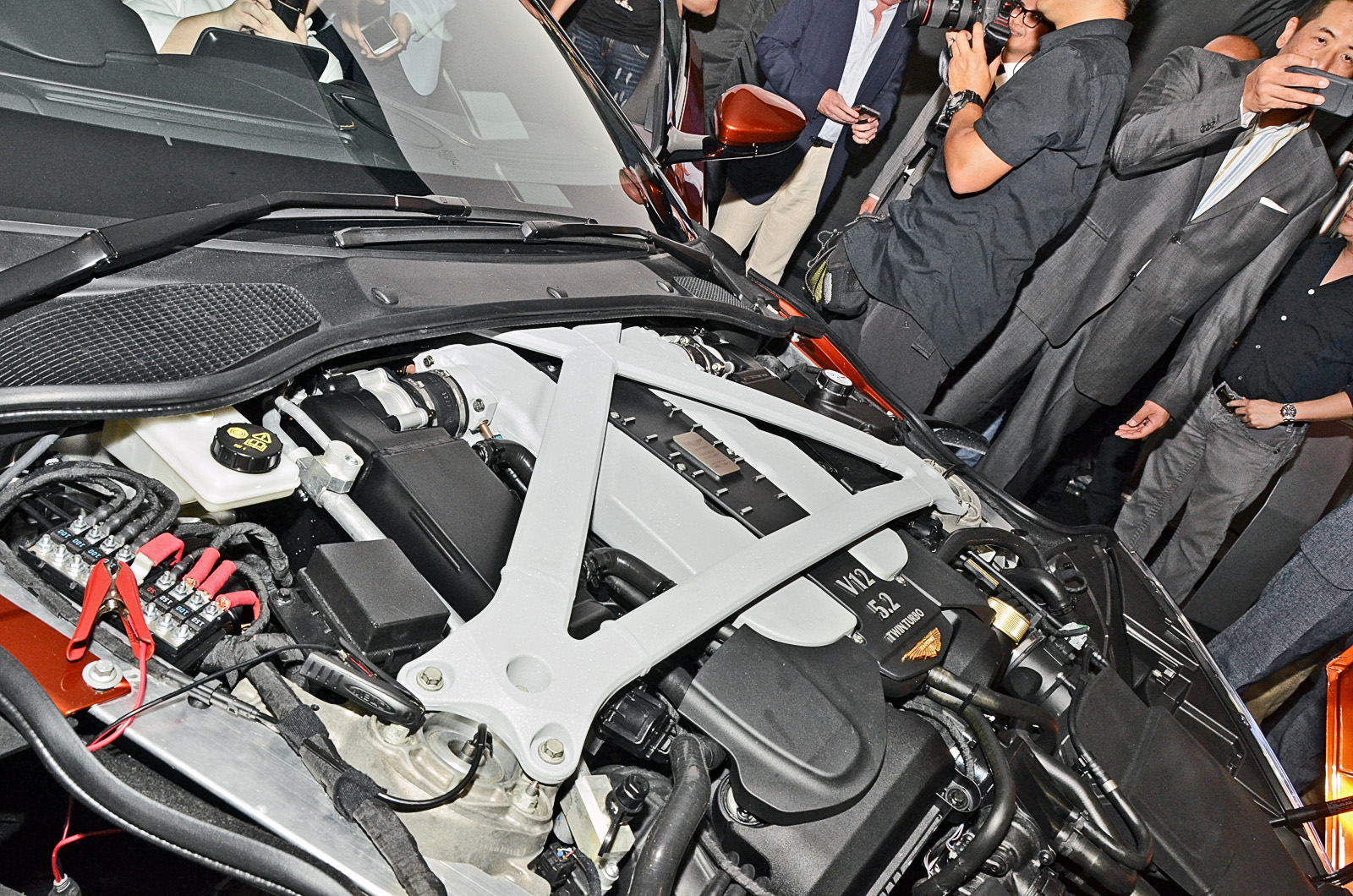
Motor V12

Motor má výkon 600 koní (447 kW) při 6 500 ot/min a točivý moment 700 N⋅m v rozmezí 1 500-5 000 ot/min. Vůz je vybaven vzadu umístěnou osmistupňovou automatickou převodovkou vyráběnou společností ZF Friedrichshafen. DB11 zrychlí z 0 na 100 km/h za 3,8 sekundy a dosáhne maximální rychlosti 322 km/h. V testu provedeném motoristickým magazínem Car and Driver zrychlil DB11 z 0 na 100 km/h za 3,6 sekundy a čtvrt míle ujel za 11,7 sekundy a dosáhl při tom rychlosti 201 km/h.
DB11 nepoužívá do té doby využívanou platformu Aston Martin VH, ale představil zcela novou hliníkovou platformu spojenou nýty a adhezivními pojivy, na které byly postaveny i budoucí modely Aston Martin, například Vantage či DBS Superleggera.

## Verze

### DB11 V8
K původnímu modelu V12 se v létě 2017 přidala levnější a od této doby základní verze V8. Poháněl ji osmiválcový vidlicový 4,0litrový motor Mercedes-Benz M177 se dvěma turbodmychadly vyvinutý automobilkou Mercedes-AMG, což vedlo k menšímu výkonu, ale zároveň k snížení hmotnosti o 115 kg oproti variantě V12 a celkové pohotovostní hmotnosti 1,760 kg při rozložení hmotnosti 49/51 vpředu/vzadu, na rozdíl od 51/49 u modelu DB11 V12. Motor V8 má výkon 503 koní (375 kW) a točivý moment 675 N⋅m. Vůz akceleruje na 100 km/h za 4 sekundy a dosahuje maximální rychlosti 301 km/h. V červenci roku 2021 Aston Martin oznámil posílení motoru V8, které zvýšilo výkon na 528 koní (393 kW) a vůz nyní dokázal zrychlit na 100 km/h za 3,9 s a měl vyšší maximální rychlost 309 km/h.

### DB11 AMR

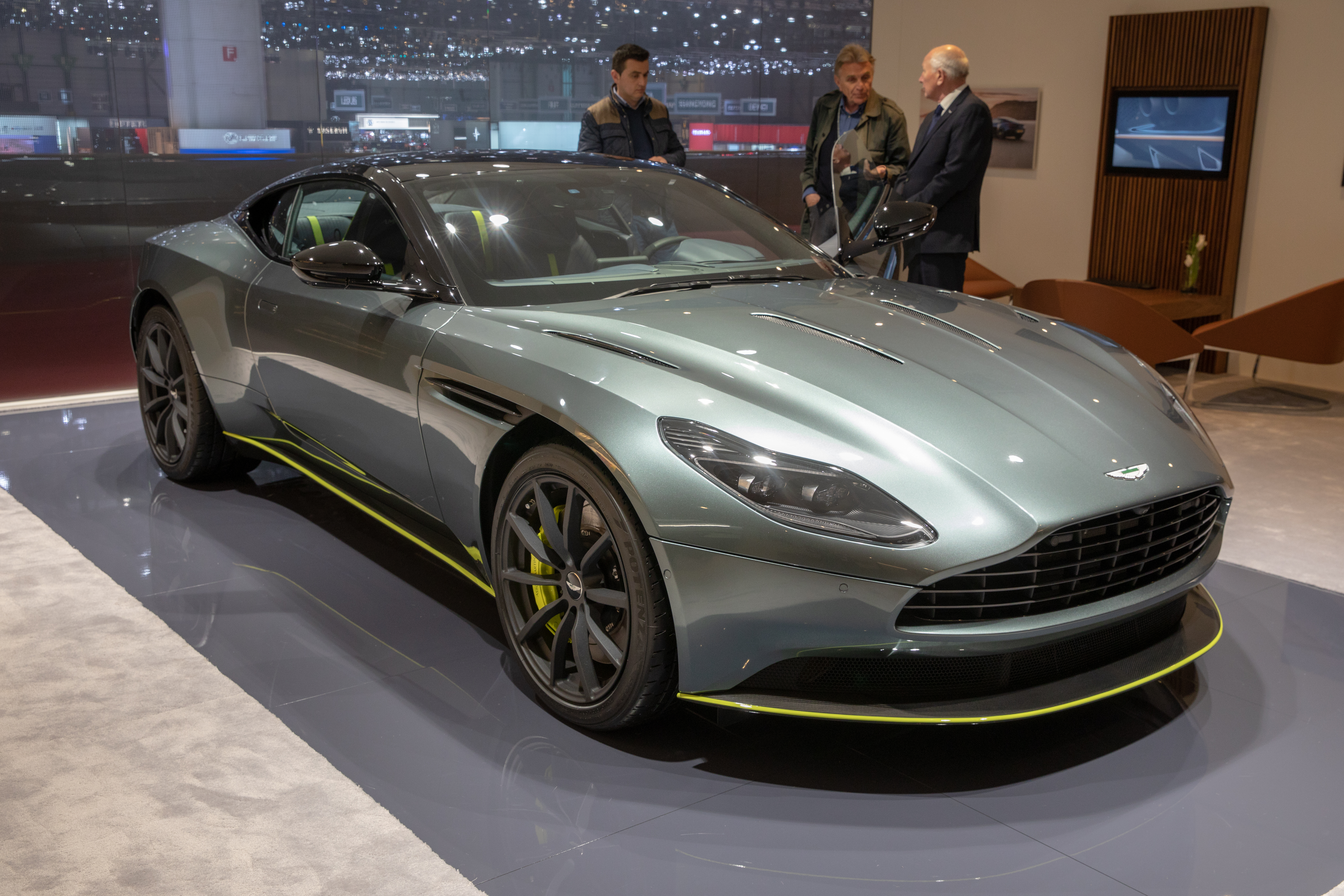
Aston Martin DB11 AMR

V květnu 2018 představil Aston Martin model DB11 AMR - náhradu za končící DB11 V12. DB11 AMR byl ještě výkonnější a více zaměřen na sport než předchozí model, který se tou dobou vyráběl pouhých 18 měsíců. Má se za to, že krok nahradit dvanáctiválcový DB11 výkonnějším modelem DB11 AMR byl způsoben tím, že v roce 2017 uvedený méně výkonný model DB11 V8 se prodával lépe, než se očekávalo, a taky že i přes menší motor nebyl výkonnostní rozdíl oproti V12 nikterak markantní, tudíž verze V8 brala verzi V12 prodeje.
Oproti odcházejícímu modelu se dočkal řady vylepšení, jako je zvýšení výkonu 5,2litrového motoru V12 AE31 s dvojitým přeplňováním na 630 koní (470 kW), upravené nastavení 8stupňové automatické převodovky pro rychlejší řazení, pevnější a tužší zadní zavěšení, zlepšení času zrychlení z 0 na 100 km/h na 3,5 sekundy a zvýšení maximální rychlosti na 335 km/h. Mezi další nové prvky patří agresivnější tón výfuku v režimu Sport a Sport+, černá střecha, tmavé obložení interiéru a nová, o 3,5 kg lehčí, 20palcová kovaná kola z lehkých slitin.
Prodej DB11 AMR byl zahájen v létě 2018. K příležitosti uvedení na trh Aston Martin představil limitovanou edici 100 vozů DB11 AMR Signature Edition s lakem Stirling Green s limetkově zelenými detaily, inspirovaným závodním vozem Vantage GTE a obecně závodními barvami značky, černým obložením interiéru s limetkově zeleným prošíváním a lesklými černými koly.
V červenci 2021 Aston Martin upustil od názvu AMR pro model DB11 s motorem V12 a do konce výroby se tedy opět prodával jen jako Aston Martin DB11.

### DB11 Volante

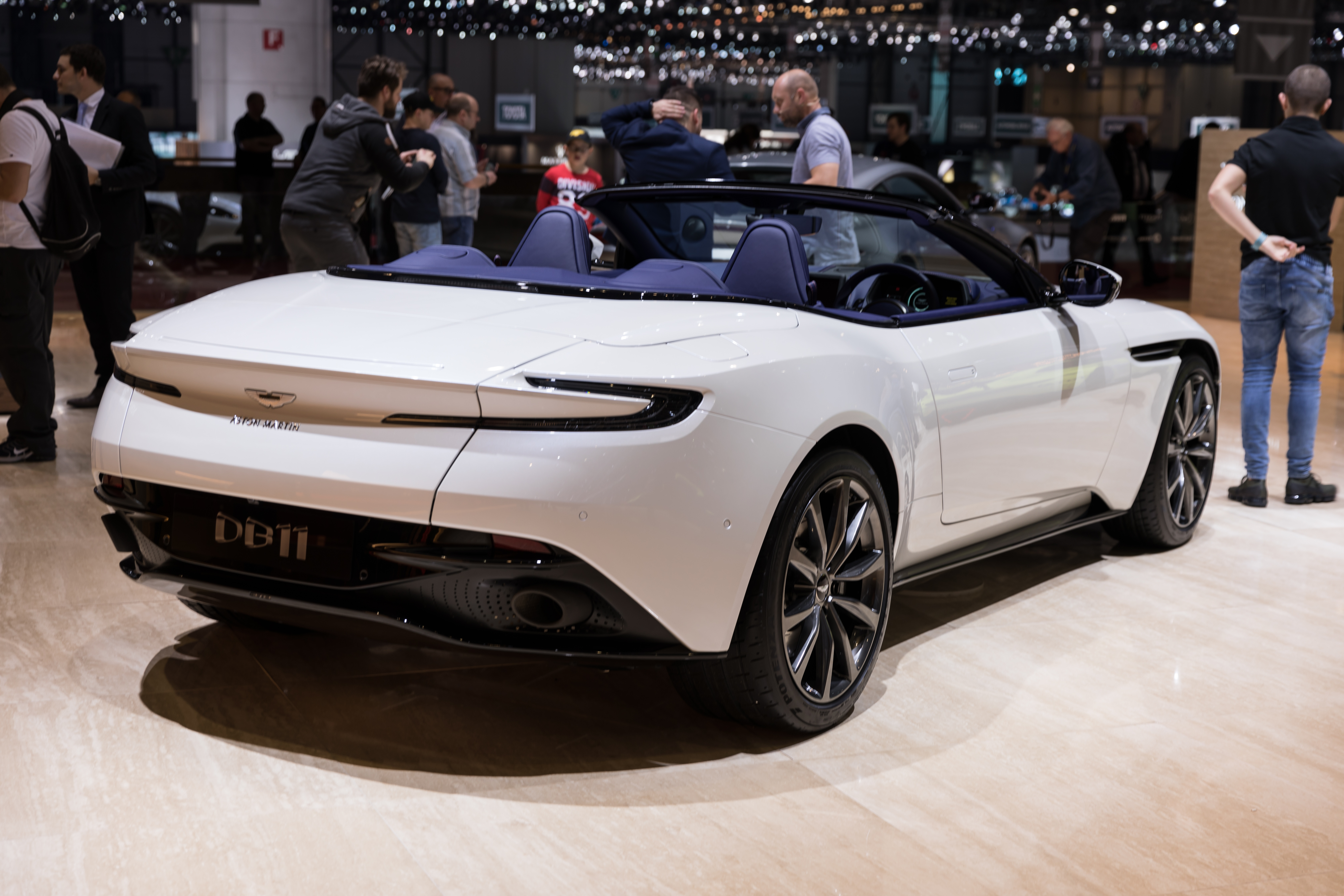
Aston Martin DB11 Volante

V roce 2018 představil Aston Martin verzi kabrioletu DB11 s názvem DB11 Volante, tradičním jménem pro kabriolety této značky. DB11 Volante má rozložení hmotnosti vpředu/vzadu 47/53 a sdílí s kupé DB11 V8 stejný 4,0litrový motor M177 od Mercedes-AMG se dvěma turbodmychadly a výkonem 503 koní (375 kW), i když s vyšším točivým momentem 696 N⋅m. Volante dokáže zrychlit z 0-100 km/h za 4,1 s a dosáhnout maximální rychlosti 301 km/h. Aston Martin už od představení tvrdil, že neplánuje do Volante montovat svůj 5,2litrový dvanáctiválec, protože vůz už tak v karoserii kabriolet váží o 110 kg více než kupé kvůli komponentům zpevňujícím podvozek. Motor V12 je těžší o více než 100 dalších kilogramů, tudíž kvůli váze a také kvůli zachování strukturální integrity a stability při vysokých rychlostech se Volante opravdu vyrábělo jen s motorem V8.